# Chaj-nan (31)
Chaj-nan (31) je vrtulníková výsadková loď Námořnictva Čínské lidové osvobozenecké armády. Jedná se o vůbec první čínskou vrtulníkovou výsadkovou loď.

## Stavba lodi
Chaj-nan je první jednotkou třídy Jü-šen. Práce na designu lodi začaly roku 2011 v čínské státní společnosti China Shipbuilding Industry Corporation. V roce 2018 byl položen kýl v loděnici Hudong-Zhonghua v Šanghaji a 25. září 2019 byla loď spuštěna na vodu. 11. dubna 2020 vypukl na lodi požár, který způsobil malé škody a stavba tak nejspíš nebyla touto nehodou zpožděna. Dne 23. dubna 2021 byl Chaj-nan slavnostně uveden do služby a připojil se do Jihomořské floty, která operuje v Jihočínském moři, ve kterém si Čína nárokuje velké území.

## Výzbroj
Loď je vybavena pouze prostředky protivzdušné obrany. Její výzbroj tvoří dva raketové systémy blízké obrany HQ-10 a dva 30mm hlavňové systémy blízké obrany typu 1130.